# Славгородська Наталія Тимофіївна
Наталія Тимофіївна Славгородська (рос. Наталья Тимофеевна Славгородская; 27 серпня 1919 — 6 травня 1997) — радянська діячка сільського господарства. Ланкова колгоспу «Косарь» Волоконівського району Курської області. Героїня Соціалістичної праці, депутатка сільської та районної рад.

## Життєпис
Наталія Славгородська народилася 27 серпня 1919 року у селищі Волоконовка Алексєєвського повіту Воронезької губернії, навчалася у місцевій школі. У 1936 році, шістнадцятирічною дівчиною вступила до колгоспу «Косарь», де спочатку працювала буряківницею, а потім ланковою рільницької ланки. Брала участь у відновленні колгоспу після Німецько-радянської війни.
Під час посухи 1946 року, Славгородська виступила з закликом спасти посіви. Разом з іншими колгоспникам своєї ланки, вона очищала посіви від бур'янів, проводила роботу з підгодовування рослин та розрихлення землі. Завдяки всім цим діям, її ланка зібрала врожай набагато більший ніж в інших ланок колгоспу.
Того ж року ланка Славгородської займалася обробкою парових земель для наступного врожаю. У травні ділянка була значно здобрена гноєм та пропахана на глибину 24 см. Влітку її чотири рази культивували, а осінню засіяли відбірним озимим зерном.
Після того як секретар колгоспної партійної організації Микола Лотухов ознайомив ланку Славгородської з постановою Пленуму ЦК ВКП(б) «О мерах подъема сельского хозяйства в послевоенный период», на зборах ланки було прийняте рішення зібрати 30 центнерів зернових з гектару. Для цього довелося вивезти на поле додаткові 200 тонн гною та провести підхарчовування рослин 5—6 тонами золи та пташиного посліду. Озимі два рази додатково проборонували та було проведене штучне запилення. Через брак тяглової худоби, колгоспницям довелося перевозити добрива та боронувати своїми коровами, а коли дороги стали непроїздними, то стали власноруч носити добрива. В результаті вдалося виконати обіцянку і зібрати 30,87 центнера жита з гектара на загальній площі у 8 гектарів, також значний врожай було зібрано з інших 24 гектарів посівів.
За «отримання високих урожаїв пшениці та жита, при виконанні колгоспом обов'язкового постачання та натуроплати за роботу МТС у 1947 році та забезпечення насінням зернових культур для весняної сівби 1948 року», Президія Верховної ради СРСР наказом від 2 січня 1948 року надала Наталії Славгородській звання Героя Соціалістичної праці з врученням ордена Леніна та медалі «Серп і Молот». Окрім неї, звання героя отримали ще три ланкові з Курської області: Ганна Крилова, Ганна Лободенко та Пелагія Мартинова. Наталія Славгородська стала першою з мешканців Волоконівки хто отримав звання Героя Соціалістичної праці.
Пізніше працювала ланковою у колгоспі імені Крупської. Також, займалася громадською роботою, обиралася депутатом сільської та районної рад. У 1970-ті роки пішла на пенсію, померла 6 травня 1997 року.

## Оцінки
Перший секретар Курського обласного комітету ВКП(б) — Павло Доронін, назвав досягнення Славгородської результатом: «високої організованості, трудового героїзму, вправного використання новітніх досягнень агротехніки».
Голова артілі Славгородської — К. П. Копиця характеризував її як заводія змагання у боротьбі за хліб. Вона стала прикладом для колгоспників з інших ланок, завдяки чому сім передовиків колгоспу отримали орден Леніна.
Журналіст Н. Журавлев називав Славгородську «душею славного змагання у боротьбі за хліб».

## Нагороди
- Герой Соціалістичної Праці (2.01.1948)[6]
- орден Леніна (2.01.1948)[6]
- медаль «Серп і Молот» (2.01.1948)[6]
- медалі